# Empire of the Clouds
Empire of the Clouds är det elfte och sista spåret på det brittiska heavy metal-bandet Iron Maidens sextonde studioalbum The Book of Souls, och gruppens trettioåttonde singel. Singeln gavs ut den 16 april 2016.
Sången berättar historien om det brittiska luftskeppet R101, världens då största luftfarkost, som förolyckades den 5 oktober 1930 under sin första resa utomlands, varvid 48 människor omkom. Bruce Dickinson komponerade låten ensam, uteslutande på piano. Han hade tidigare tänkt att den skulle handla om jaktplansstrider i första världskriget, men kom istället att använda det temat i spåret Death or Glory på samma album.
Med en spellängd på drygt arton minuter är Empire of the Clouds Iron Maidens längsta sång någonsin.